# پسرها و دخترها
پسرها و دخترها (به انگلیسی: Boys and Girls) فیلمی کمدی رمانتیک، ساخته شده در سال ۲۰۰۰ به کارگردانی روبرت ایزکوو است.

## نقش‌ها
- کلر فورلانی در نقش جنیفر بورُس
- فردی پرینز در نقش رایان واکر
- جیسن بیگز در نقش شکارچی
- آماندا دتمر در نقش امی
- هتر دوناهو در نقش مگان